# 皇庆
皇庆（1312年—1314年正月二十一日）是元朝时元仁宗愛育黎拔力八達的第一個年号，共使用了3年。

## 改元
- 至大四年——正月，元武宗去世。三月十八日，元仁宗愛育黎拔力八達即位。九月十四日，有詔明年改元皇慶。[2][3]
- 皇慶三年——正月二十二日，有詔改元延祐。[4][5]

## 西曆紀年對照表
| 皇庆 | 元年   | 二年   | 三年   |
| ---- | ------ | ------ | ------ |
| 公元 | 1312年 | 1313年 | 1314年 |
| 干支 | 壬子   | 癸丑   | 甲寅   |

## 大事记
皇庆二年（公元1313年），元仁宗下诏令恢复科举。

## 深入閱讀
- 李崇智. . 北京: 中華書局. 2004年12月. ISBN 7101025129.
- 鄧洪波. . 臺北: 國立臺灣大學東亞經典與文化研究計劃. 2005年3月  [2021-11-05]. ISBN 9789860005189. （原始内容 (pdf)存档于2007-08-25）.

## 參看
- 中国年号索引
- 同期存在的其他政权年号
  - 应长（1311年四月二十八日至1312年三月二十日）：日本—花园天皇之年号
  - 正和（1312年三月二十日至1317年二月三日）：日本—花园天皇之年号
  - 興隆（1293年—1314年）：越南陳朝—陳英宗陳烇年号

| 前一年號： 至大 | 元朝年号 | 下一年號： 延祐 |